# Vera de Bidasoa
Vera de Bidasoa (oficialmente en euskera: Bera) es una villa y un municipio español de la Comunidad Foral de Navarra, situado en la merindad de Pamplona, en la comarca de Cinco Villas y a 65 km de la capital de la comunidad, Pamplona. Su población en 2017 era de 3763 habitantes (INE).

## Toponimia
La localidad recibe el nombre de Bera en vasco y Vera de Bidasoa en castellano. Hasta la reforma de la nomenclatura municipal de 1916 el municipio se llamaba simplemente Vera. En dicha fecha su nombre fue modificado por el de Vera de Bidasoa. Esta última denominación fue oficial hasta 1989. Entre 1989 y 2009 su denominación oficial fue Bera/Vera de Bidasoa y desde 2009 es Bera. Esta última apelación es la usada comúnmente, aún en castellano.
En la Real Academia de la Lengua Vasca (Euskaltzaindia) examinaron toda la antigua documentación de denominación del municipio. José María Jimeno Jurío estuvo realizando dicho trabajo y encontró los siguientes ejemplos:
- Vera (1366)
- Tierra de Vera (1565, 1566)
- Bera de la Montaña de Navarra (1622)
- Bera del Reino de Navarra (1662)

Con motivo de las facerías, en las cartas entre Sara y Vera de Bidasoa encontramos los siguientes ejemplos:
- Vera (1827)

No es por tanto hasta el siglo XIX cuando se extiende la costumbre de escribir el nombre de la localidad con v, habiéndose escrito antes con b.
Sin embargo, según José Yanguas y Miranda consta en documento público que Carlos III de Navarra en los Privilegios de Lesaca y Vera, que les confirma y amplía en 1402, el escribano del rey, al dictado de este, escribe Vera:
- Vera (1402)

Cárlos, por la gracia de Dios, rey de Navarra, Conde de Devreux. A todos cuantos las presentes letras verán é oirán, salut: como á la real Alteza pertenezca et sea propia cosa de los reyes, en sus donos, et gracias, abundar en liberalidad et franqueza, especialmente en sus súbditos y naturales que, por sus merecimientos é traballos que á onor de su rey et de su regno pasan et sufren de cada día, son dignos et merecen obtener gracias, donos et privilegios de la real liberalidad, et franqueza: por esto Nos, considerando los buenos é agradables servicios que los vecinos é moradores de las villas de Lesaqua é Vera (...) et nuestro caro padre, D Cárlos á quien Dios perdone, é por Nos confirmados á los dichos de Lesaqua y Vera, é ampliando aquellos á los vecinos é moradores que á presente son ó por tiempo serán en los dichos logares de Lesaqua é Vera habemos dado é otorgado, é (...) datun en Pamplona primero día de octubre aino del nascimiento de Nuestro Señor Jesucristo, mil é cuatrocientos é dos. Charles. Por el rey vos present: J. Destenso.

Pero lo cierto es que, como señala el Diccionario panhispánico de dudas, no ha existido en español diferencia entre la pronunciación de las letras b y v, ambas representan el sonido bilabial sonoro /b/, por lo que ya antes del siglo XVI se han escrito las palabras que contenían este fonema indistintamente con ambas grafías. Valga entre muchos ejemplos, la palabra «batalla» escrita con b o v en diferentes documentos de la misma época. El mismo nombre del río Bidasoa lo encontramos escrito con B en el Diccionario geografico-estadistico de Espana y Portugal de Miñano (1826) o con V en el Diccionario geográfico-estadístico-histórico de España y sus posesiones de ultramar de Madoz (1849). Por otra parte, en el mencionado estudio de la Real Academia de la Lengua Vasca, solo se atiende al nombre del municipio, no a su significado (vera, orilla), sorteando de esta forma la evolución gráfica de esta palabra española, que como pasó con la «Bera de Plasencia» mencionada por La soledad laureada (1675) de Argaiz, quedó fijada por la Academia de la Lengua española en «vera».
Sobre el significado etimológico de Vera existen dos escuelas tradicionales, la que considera que el origen del topónimo proviene del euskera y la que considera que tiene un origen romance.
Según Koldo Mitxelena, Bera provendría de la palabra vasca behera o behere, que significa 'parte inferior'. Esta palabra suele aparecer formando muchos topónimos vascos. Curiosamente, Vera es el municipio de Navarra situado a menor altitud.

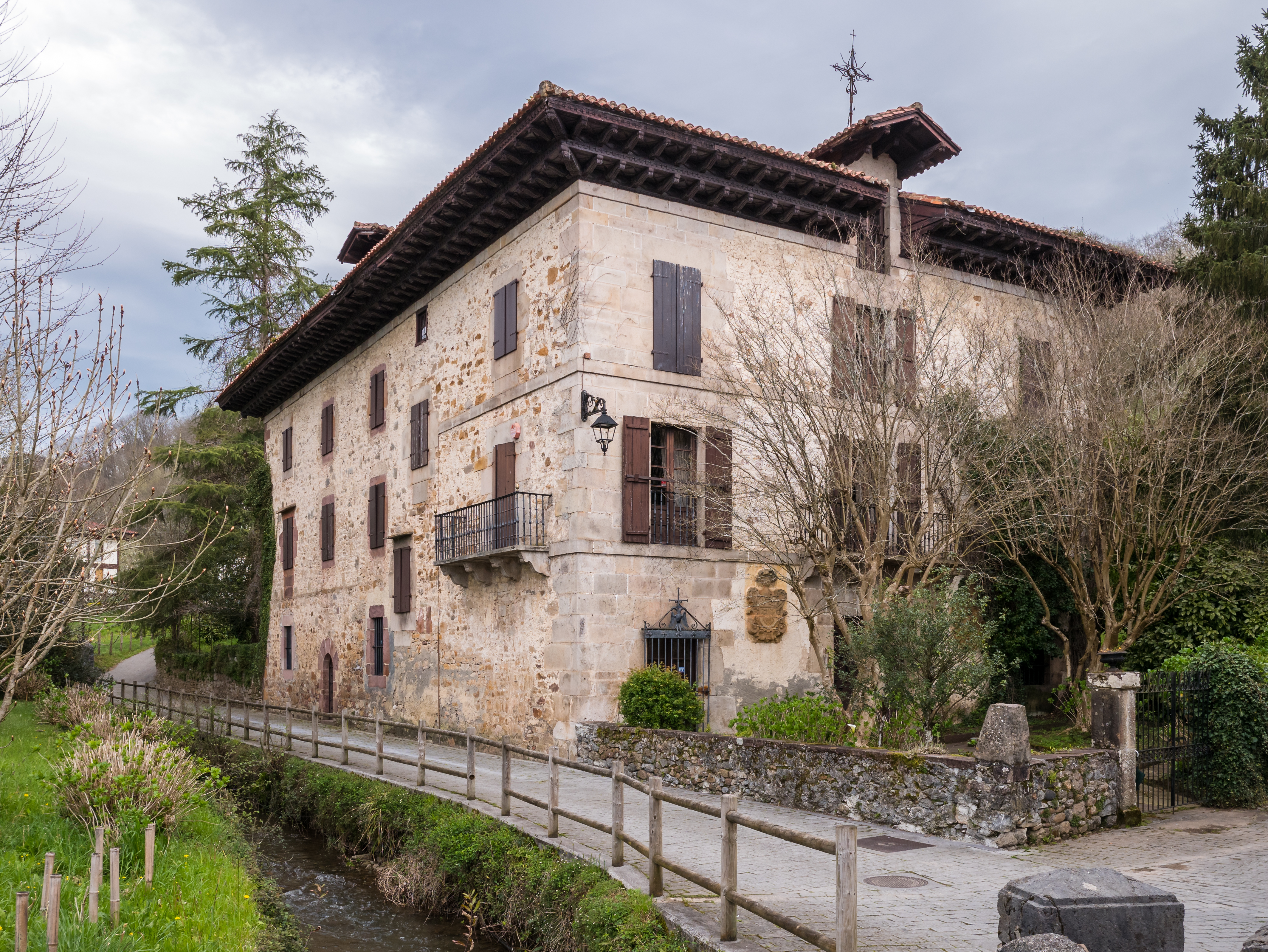
Itzea, casa de los Baroja en Vera de Bidasoa.

Otra escuela considera que el nombre proviene sin más del castellano vera (orilla), aludiendo precisamente a su localización a orillas del río Bidasoa. El filólogo Joan Corominas afirmaba que este era el origen del nombre de Vera de Bidasoa. Además consideraba que todas las localidades españolas que llevaban el nombre de Vera estaban situadas a orilla de algún río y habían sido antiguas ciudades romanas.
Julio Caro Baroja, el insigne filólogo y antropólogo, que estaba muy vinculado a Vera, al analizar su topónimo comentó que tenía serias dudas en considerar que el origen de este estaba en la palabra vasca behere, aunque no descartaba este origen. Caro Baroja insinuó además otro posible origen al comentar que Vera había sido un nombre propio en la España de la Alta Edad Media, y que también existía el nombre vasco medieval Beraxa, que aparecía en varios topónimos (Barásoain, Beasáin, Oreja).
La denominación Vera de Bidasoa es relativamente reciente. Se remonta a principios del siglo XX. A la Real Sociedad Geográfica le fue encargada la tarea de acabar con las duplicidades de nombres existentes entre municipios españoles, ya que por aquel entonces había 1020 ayuntamientos en España que tenían al menos otro municipio con el mismo nombre.
En el caso de Vera, había dos pueblos con el mismo nombreː el de Navarra y otro en la provincia de Almería (Vera).
La Real Sociedad Geográfica propuso añadir el apelativo ...de Bidasoa al Vera navarro para acabar con esta situación. El río Bidasoa es el río que cruza el término del municipio y a cuya vera precisamente se encuentra la localidad.
El topónimo se estableció como oficial mediante el Real Decreto de 27 de julio de 1916. No obstante, en el libro municipal de actas apareció una vez en 1918 y hasta 1924 no volvió a aparecer: fue la denominación oficial utilizada de ahí hasta 1989.

## Geografía
Integrado en la comarca de Cinco Villas, se sitúa a 65 kilómetros de Pamplona. El término municipal está atravesado por algunos tramos de la carretera nacional N-121-A (Pamplona-Irún) y por dos carreteras locales que llegan a la frontera francesa a través del collado de Ibardin (315 metros) y el collado de Lizuniaga (315 metros). 
Dentro del municipio de Vera de Bidasoa se encuentran, aparte de la villa homónima, los siguientes barrios: Caule, Cía, Dornaku, Elzaurdía, Garaitarres, Suspela Este, Suspela Sur y Zaláin. En algunos nomencladores también se incluyen como tales los siguientes caseríos: Aguirre, Endarlaza, Elzaurpecoborda Berria, Ibardin y Macháin y los barrios de Alzate e Illecueta.
| Noroeste: Irún (Guipúzcoa) y Francia | Norte: Francia | Nordeste: Francia |
| Oeste: Lesaka                        |                | Este: Francia     |
| Suroeste: Lesaka                     | Sur: Etxalar   | Sureste: Etxalar  |

El relieve está definido por los Pirineos navarros orientales, aunque el límite occidental está marcado por el río Bidasoa cerca de su desembocadura. La altitud oscila entre los 882 metros al norte, en el límite con Francia, y los 20 metros a orillas del Bidasoa. La villa se alza a 36 metros sobre el nivel del mar, junto al río que le da nombre. 

## Historia

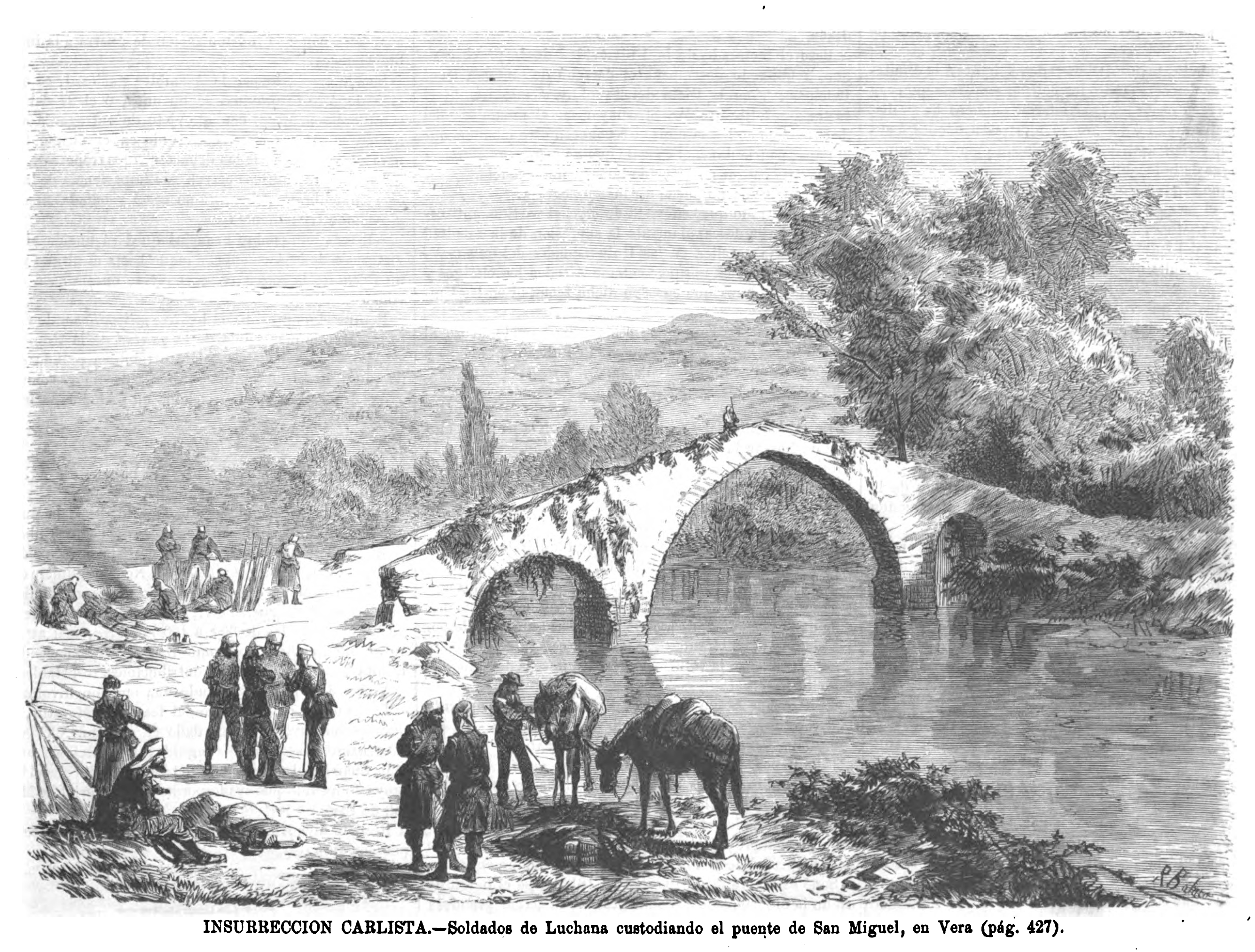
Insurrección carlista. Soldados de Luchana custodiando el puente de San Miguel en Vera (La Ilustración Española y Americana, 1872).

- 1402: el rey de Navarra Carlos III el Noble concedió a los habitantes de Vera y Lesaka una serie de privilegios en compensación por la defensa de su tierra ante guipuzcoanos y labortanos.
- 1606: Lorenzo de Hualde fue nombrado rector de la parroquia de Vera en 1606 por el señor de Alzate y Uturbie. Este personaje se destacó por colaborar estrechamente con el inquisidor Valle Alvarado y perseguir a muchos vecinos de Vera con acusaciones de brujería, tal y como se recoge en el proceso inquisitorial de Logroño (1610).
- 1610: introducción del maíz desde Bayona, cultivo básico en el sistema agrario de tipo atlántico.
- 1638: incendio de Vera provocado por las tropas del duque de Saint-Simon y dirigidas por el señor de Urtubie y de Alzate.
- 1793-1795: guerra de la Convención. En una primera fase, hasta julio de 1794, Vera fue ocupada por las tropas españolas. En la segunda, a partir de finales de julio de 1794, fueron los franceses quienes ocuparon el pueblo, permaneciendo en él hasta que terminó la guerra en junio de 1795.
- 1813-1814: a comienzos de agosto de 1813, las tropas aliadas al mando del duque de Wellington se instalaron en Cinco Villas de Navarra, Urdazubi y Doneztebe siguiendo a las del mariscal francés Soult y permanecieron hasta noviembre de 1813, provocando una importante crisis de mortalidad.
- 1830: el 20 de octubre, el general Espoz y Mina atravesó la frontera por Vera con la intención de proclamar la constitución liberal frente al absolutismo.
- 1838: en el marco de la primera guerra carlista, el 4 de abril los liberales en su retirada incendiaron la iglesia de Vera, que sufrió importantes daños.
- 1872: Don Carlos de Borbón entró por Vera para proclamar la guerra contra Amadeo de Saboya. A lo largo de la segunda guerra carlista, el Cura Santa Cruz protagonizará algunas escaramuzas en Vera.
- 1924: Durante la dictadura de Primo de Rivera, un numeroso grupo de anarquistas españoles exiliados en Francia entró por Vera esperando que su acción levantaría al pueblo español para derrocar a la dictadura. La intentona falló estrepitosamente, pues las policías española y francesa estaban al tanto de los planes de los revolucionarios.

## Demografía
Vera cuenta con una población de 3763 habitantes (INE 2024).
| Gráfica de evolución demográfica de Vera entre 1842 y 2021 |
| |
| Población de derecho según los censos de población del INE Población de hecho según los censos de población del INEEn este censo se denominaba Vera y Alzate: 1842 En estos censos se denominaba Vera: 1857, 1860, 1877, 1887, 1897, 1900 y 1910 En estos censos se denominaba Vera de Bidasoa: 1920, 1930, 1940, 1950, 1960, 1970 y 1981 En estos censos se denominaba Bera/Vera de Bidasoa: 1991 y 2001. |

## Economía
Las siguientes empresas de Vera de Bidasoa superan los 100 trabajadores según el Catálogo Industrial de Navarra:
- Conservas Martiko: derivados del pato y de la oca.
- Fundiciones de Vera (Funvera): piezas de automoción (ballestas, barras estabilizadoras y de torsión).
- Manufacturas Alco: mobiliario de jardín, campamento y playa.
- Sociedad Anónima de Vera (Savera): guías de ascensor.

Y las siguientes tienen entre 50 y 100 trabajadores:
- Hidro Rubber Ibérica: piezas de caucho.
- Tecnopet: fabricación de envases y embalajes de materias plásticas.

## Administración y política
| Periodo   | Nombre                       | Partido | Partido                                                     |
| --------- | ---------------------------- | ------- | ----------------------------------------------------------- |
| 1979-1983 | Manuel Iriarte Ituarte       |         | Herrialde Agrupación Independiente (HAI)                    |
| 1983-1987 | Jaime Elgorriaga             |         | Independiente                                               |
| 1987-1999 | Manuel Iriarte Ituarte       |         | Herrialde Agrupación Independiente (HAI)                    |
| 1999-2003 | Iosu Goya Echeverría         |         | Herri Batasuna (HB)                                         |
| 2003-2007 | Helena Santesteban Guelbenzu |         | Eusko Alkartasuna (EA)                                      |
| 2007-2011 | Josu Iratzoki Agirre         |         | Eusko Abertzale Ekintza-Acción Nacionalista Vasca (EAE-ANV) |
| 2011-2015 | Marisol Taberna Irazoki      |         | Aralar                                                      |
| 2015-2019 | Josu Iratzoki Agirre         |         | Euskal Herria Bildu (EH Bildu)                              |
| 2019-act. | Aitor Elexpuru Egaña         |         | Euskal Herria Bildu (EH Bildu)                              |

| Partido político                                             | 2023  | 2023       | 2019  | 2019       | 2015  | 2015       | 2011  | 2011       | 2007  | 2007       | 2003 | 2003       | 1999  | 1999       | 1995  | 1995       | 1991  | 1991       | 1987  | 1987 |
| Partido político                                             | %     | Concejales | %     | Concejales | %     | Concejales | %     | Concejales | %     | Concejales | %    | Concejales | %     | Concejales | %     | Concejales | %     | Concejales |       |      |
| Euskal Herria Bildu (EH Bildu)-Bildu                         | 67,74 | 9          | 60,18 | 7          | 52,11 | 6          | 33,35 | 4          | —     | —          | —    | —          | —     | —          | —     | —          | —     | —          | —     | —    |
| Herrirako                                                    | 15,75 | 2          | 31,65 | 4          | 31,91 | 4          | —     | —          | —     | —          | —    | —          | —     | —          | —     | —          | —     | —          | —     | —    |
| Unión del Pueblo Navarro (UPN)                               | 6,03  | 0          | 6,02  | 0          | 9,09  | 1          | 9,37  | 1          | —     | —          | —    | —          | —     | —          | —     | —          | —     | —          | —     | —    |
| Partido Popular (PP)                                         | 1,43  | 0          | —     | —          | 1,75  | 0          | —     | —          | —     | —          | —    | —          | —     | —          | —     | —          | —     | —          | —     | —    |
| Euzko Alderdi Jeltzalea-Partido Nacionalista Vasco (EAJ-PNV) | —     | —          | —     | —          | —     | —          | 17,06 | 2          | 19,41 | 2          | —    | —          | 17,72 | 2          | —     | —          | —     | —          | —     | —    |
| Eusko Abertzale Ekintza-Acción Nacionalista Vasca (EAE-ANV)  | —     | —          | —     | —          | —     | —          | —     | —          | 31,06 | 4          | —    | —          | —     | —          | —     | —          | —     | —          | —     | —    |
| Eusko Alkartasuna (EA)                                       | —     | —          | —     | —          | —     | —          | —     | —          | 25,72 | 3          | —    | —          | 34,68 | 4          | 29,16 | 3          | 32,49 | 4          | 35,38 | 4    |
| Aralar                                                       | —     | —          | —     | —          | —     | —          | 30,08 | 4          | 16,65 | 2          | —    | —          | —     | —          | —     | —          | —     | —          | —     | —    |
| Euskal Herritarrok (EH)                                      | —     | —          | —     | —          | —     | —          | —     | —          | —     | —          | —    | —          | 42,04 | 5          | —     | —          | —     | —          | —     | —    |
| Herrialde Agrupación Independiente (HAI)                     | —     | —          | —     | —          | —     | —          | —     | —          | —     | —          | —    | —          | —     | —          | 47,86 | 6          | 45,53 | 5          | 35,44 | 4    |
| Herri Batasuna (HB)                                          | —     | —          | —     | —          | —     | —          | —     | —          | —     | —          | —    | —          | —     | —          | 21,29 | 2          | 21,98 | 2          | 29,18 | 2    |

## Educación
Centros educativos
- Escuela infantil de Bera
- Escuela pública Ricardo Baroja: educación infantil y primaria
- Labiaga ikastola: Educación Infantil, Primaria y primer ciclo de Secundaria Obligatoria
- Centro Sagrado Corazón/Jesusen Bihotza Ikastetxea: educación infantil y primaria
- Instituto Toki Ona: educación secundaria obligatoria y post-obligatoria
- Centro ocupacional Uxane-Aspace

## Cultura

### Patrimonio
- Parroquia de San Esteban Protomártir. Esta iglesia alberga en su interior uno de los mejores órganos de Europa. El órgano en su categoría es romántico, siendo el mejor órgano de toda Navarra. Se hacen visitas guiadas, con un poco de suerte acompañadas por música de órgano.

### Música
Bera ha contado históricamente con una gran tradición musical. Entre los músicos y compositores nacidos o residentes en la localidad podemos encontrar al tenor Isidoro Fagoaga (1893–1976), Patxi Urchegui Egozcue, los hermanos Mikel Irazoki (M-ak, Bizkarhezurra, Miguel Bosé...) y Fernan Irazoki (M-ak, Fito y los Fitipaldis...), Joseba Irazoki (Maixa ta Ixiar, Xabier Montoia band, Onddo, Do, On Benito, Atom Rhumba...), los hermanos Iñigo Telletxea e Igor Telletxea (Xabier Montoia band, Anje Duhalde, Triki ta ke...), el pianista Javier Pérez de Azpeitia, el cantautor Petti, el artista sonoro Xabier Erkizia (Gutariko bat, Voodoo Muzak, Café Teatro, Billy Bao...), el cantautor Josu Goia, Beñardo Goietxe (Morau eta Agotak, Noise Hole, Mugaldekoak...), Mikel Etxegarai (Gutariko bat, Voodoo Muzak, Mengele Quartet, Bizarra..) y muchos más.
Durante las últimas décadas han surgido bandas como Onddo, Borrokan, Gutariko Bat, Noise Hole, On Benito o Sexty Sexers. Cabe destacar también el Festival internacional de otras músicas ERTZ que se viene celebrando ininterrumpidamente desde el año 2000.

### Fiestas y celebraciones
- Carnaval: el carnaval se celebra los días anteriores al miércoles de ceniza:
  - Jueves gordo: por la mañana los niños salen a pedir el Zingar-arraultze por las casas. Por la tarde, bailan Inudeak eta artzaiak.
  - Sábado: comparsa de caldereros.
  - Domingo: comparsa de Inudeak eta artzaiak. Los chicos se visten de chica, y las chicas de chico. Junto con el baile que realizan éstos, acompaña una comparsa de ilustres personajes y músicos.
  - Lunes: por la mañana se realiza la recolecta de Zingar-arraultze por los caseríos y los barrios. Día grande del carnaval.
- Corpus Christi: el día de Corpus Christi o Besta Berri se realiza una procesión. Se toca con el txistu la música Alkate soinua, originario de Bera y compuesto para este día. A lo largo del recorrido de la procesión se extiende un lienzo, y se cubre el resto del suelo con helecho. Las paredes se adornan con ramas y flores. Se ondea la bandera de la localidad, al son del txistu.
- Ekobera: en junio se celebra esta feria de productos ecológicos.
- Fiestas patronales de San Esteban: las fiestas patronales de San Esteban se celebran del 2 al 6 de agosto (3 de agosto, San Esteban). El programa se completa de todo tipo de actividades: música, bailes, deporte rural, cucaña y otros espectáculos. El día de San Esteban, se celebra la misa mayor en honor de san Esteban, y acto seguido se baila la bordon dantza y la makil dantza de Bera. Por la tarde es el turno del aurresku de Bera.
- Lurraren Eguna: el cuarto domingo de octubre, organizado por la Sociedad Gure Txokoa, se celebra esta fiesta que reúne a artesanos, concursos de queso y sidra, exposición de productos de la tierra, música, bailes, etc.
- Olentzero: este carbonero pertenece a la mitología vasca. El día de Nochebuena baja de la montaña, y los niños cantan villancicos. Al anochecer es el turno de los mayores.
- Nochevieja
  - Glin-glan: la tarde de Nochevieja, los niños van de barrio en barrio pidiendo en las casas. Desde las ventanas se lanzan frutos secos, caramelos, fruta, etc.
  - Diostesalve: el 31 de diciembre, al anochecer, se cantan unas coplas para despedir el año y desear el nuevo.

### Deporte

#### Instalaciones deportivas
- Polideportivo municipal Toki Ona
- Piscinas municipales
- Campo de fútbol Matzada
- Frontón municipal Eztegara
- Frontón de Altzate

#### Asociaciones deportivas
- BYDH (ciclismo)
- Toki Ona Bortziriak Saskibaloi elkartea
- Club Ciclista Beratarra
- Gure Txokoa KE
- ADO'S txirrindulari elkartea
- Bortziriak pilota elkartea
- Manttale mendi lasterketa taldea
- Larun eta Larunttiki mendi taldea
- Agerra mendi taldea
- Berako Kenpo Kai elkartea
- Ehiza eta arrantza elkartea

#### Actividades deportivas
Durante el año se celebran diferentes actividades deportivas, como por ejemplo:
- Marcha cicloturista La Miguel Indurain (Club Ciclista Beratarra)
- Media Maratón de Montaña de Bera (Manttale Kirol Elkartea)
- Prueba de Montaña de Bera (Agerra Mendi Taldea) cada 2 años.
- Cross popular de Bera (Ricardo Baroja Guraso Elkartea)
- Subida a Lizuniaga (Gure Txokoa Elkartea)
- Pruebas ciclista, como por ejemplo, carrera cadetes en fiestas de Bera (Gure Txokoa Elkartea)
- Ciclo-cross de Bera (Gure Txokoa Elkartea)
- Memorial Félix Errandonea (Gure Txokoa Elkartea)
- Subida a Santa Bárbara, cronometrada por parejas, en homenaje a los montañeros «Loro» Pikabea, Xabier Zubieta y Xabier Saralegi fallecidos en 2007.(Manttale, Agerra Mendi Taldea y Gure Txokoa)
- Memorial Jon Irazoki, triangular de los equipos de Regional de la zona (Gure Txokoa).

### Leyendas
- Alkaibeherea. De este caserío se cuenta una singular leyenda. Según ella, antaño se solían quedar por la noche siete u ocho muchachas a deshojar maíz. Pero sucedió una vez, que la joven del caserío porfió con las demás que era capaz de traer del monte una rastra que tenía para el trabajo. Salió a buscarla, pero nunca más volvió. Los de la casa oyeron una tétrica voz que decía: «Gauna gabazkuentzat, eguna egunazkuentzat; Alkaibehereko neskatxa guretzat» («La noche para el de la noche, el día para el del día: la muchacha de Alkaibeherea para nosotros»). Dicen que le secuestró el genio Gabazko, y que la rastra cayó vertiginosamente sobre una de las ermitas de Bera.

## Personas notables
La familia Baroja: Pío Baroja, Ricardo Baroja, Carmen Baroja, Julio Caro Baroja, Pío Caro Baroja...; si bien no eran naturales de Vera de Bidasoa, estaban íntimamente ligados a ella, ya que el escritor Pío Baroja adquirió en esta localidad el caserío Itzea, que transformó en la casa familiar. Todos ellos pasaron importantes períodos de su vida en esta localidad y de hecho varios de los Baroja están enterrados en su cementerio.